# Мозговой, Владимир Иванович
Влади́мир Ива́нович Мозгово́й — советский и российский журналист. Живёт в г. Москве.

## Биография
- 1954, 10 января — родился в г. Верхний Уфалей (Челябинская область)
- 1976 — окончил журналистский факультет Уральского государственного университета
- 1976—2002 — жил в г. Магнитогорске, где работал корреспондентом, заведующим отделом и обозревателем газеты «Магнитогорский рабочий» (писал на социальные темы, о культуре, политике и спорте). Там же работал телеведущим и телекомментатором, заведующим литературной частью нескольких театров, а также собственным корреспондентом газеты «Спорт-Экспресс».
- 1977 — родился сын Андрей
- 1979 — родилась дочь Наталья, впоследствии — известная израильская и американская журналистка
- 1997 — стал лауреатом областного журналистского конкурса (г. Челябинск)
- 2002 — переехал в Москву.
- 2002—2003 — заместитель главного редактора всероссийского еженедельника «Весь хоккей»
- 2003—2009 — спортивный колумнист Интернет-издания Газета.Ru
- с 2004 — обозреватель «Новой газеты»

## Литературная деятельность

### Книги
1. 1992 — Меценаты души (интервью с деятелями искусства). — Магнитогорск, «МАГИ», 280 с. Тираж: 3000 экз. ISBN 5-88400-007-3
2. 1993 — Действующие лица (интервью, репортажи, очерки). — Магнитогорск, Магнитогорское полиграфпредприятие, 226 с. Тираж: 3000 экз. ISBN 5-7114-0027-4
3. 2013 — Больше, чем игра (двухтомник о магнитогорском хоккее; статистика, зарисовки: Владислав Рыбаченко). — Магнитогорск, Издательская группа «АЛКИОН», 2013—236 с.: ил/В двух книгах
4. 2013 — Чемпионы наших сердец (фото-книга памяти хоккейной команды «Локомотив»). — Ярославль, Хоккейный клуб «Локомотив», Ярославль, 2013—296 с.
5. 2016 — Путь к триумфу: быль о хоккейной столице. — Магнитогорск, Магнитогорский Дом печати, 2016. — 154 с.: ил.

### Публикации
1. Поэт и учитель (к 70-летию Н. Кондратковской). — «Комсомолец» (Челябинск), 19 ноября 1983.
2. Неюбилейная беседа (к 75-летию Н. Кондратковской). — «Магнитогорский рабочий», 16 ноября 1988.
3. Олег Хандусь: «Я ещё не всё сказал» (интервью). — «Магнитогорский рабочий», 4 июля 1992.
4. Нина Георгиевна Кондратковская. — «Магнитогорский рабочий», 16 февраля 1991.
5. «Уходят из гавани дети тумана…» (памяти А. Стругацкого). — «Магнитогорский рабочий», 25 октября 1991. — Веб-ссылка
6. Ты иногда вспоминай… (к 50-летию Сайдо Курбанова). — «Магнитогорский рабочий», 7 июня 1997; с. 1, 4.
7. На букву «Ша» (дорожные впечатления с лирическими отступлениями). — «Магнитогорский рабочий», 30 мая 1998, с. 7—10.
8. Где-то в Хельсинки… (дорожные впечатления с лирическими отступлениями). — «Магнитогорский рабочий», 6 февраля 1999, с. 5.

## Звания и награды
- «Лучшим пишущим журналистам, освещающим хоккей»
  - золотое перо (2003)
  - серебряное перо (2002, 2004)
- Премия областного журналистского конкурса (г. Челябинск, 1997) — за серию материалов «Хоккей в Магнитке»